# Андижан
Андижан (на узбекски: Andijon или Андижон) е четвъртият по големина град в Узбекистан и администартивен център на Андижанска област. Намира се в източната част на страната във Ферганската долина, близо до границата с Киргизстан. Населението му е 318 439 (2005).

## История
Андижан е важен град, през който е преминавал пътя на коприната, разположен приблизително по средата на пътя между Кашгар и Ходжент.
Унищожен е от Чингис хан и по-късно възстановен от Кайду хан в края на 13 век. В следващите 3 века е столица на Ферганската долина. Градът е родно място на Бабур, роден през 1483 г.

## Съветски и пост-съветски период
През съветския период Андижан е раделен от историческия си хиндерланд, когато Ферганската долина е разделена между три отделни съветски републики. Самият Андижан става част от Узбекската ССР.
През 90-те години на 20 век, Андижан и съседните региони стават много нестабилни. Бедността и мюсюлманския фундаментализъм създават напрежение в Андижан, което води до бунтове през април 1990 г., когато са атакувани домове на арменци и евреи. Градът и целия регион около него претърпяват сериозен икономически упадък след разпадането на СССР през 1991 г.

### Клане и протести през май 2005
През май 2005 година армията на Узбекистан открива огън срещу голяма група от хора, протестиращи против бедността в страната и корумпираното правителство. Загиват много хора, като броя на жертвите е неизвестен. Не са позволени разследвания от страна на независими експерти.

## Икономика
Андижан е близо до територии които се напояват. Основни култури са плодове, памук и коприна.